# محمدحسین پرورش نیا
محمدحسین پرورش نیا (متولد ۱۲ تیر ۱۳۷۲ در اصفهان)ورزشکار رشته تیراندازی تراپ و عضو تیم ملی تیراندازی جمهوری اسلامی ایران می باشد.

## بازی های آسیایی ۲۰۱۸
|        | میزبان           | ورزشکار            | رویداد       | مقدماتی | مقدماتی | فینال       | فینال       |
| امتیاز | میزبان           | ورزشکار            | رویداد       | رتبه    | امتیاز  | رتبه        |             |
| ------ | ---------------- | ------------------ | ------------ | ------- | ------- | ----------- | ----------- |
| ۲۰۱۸   | جاکارتا، اندونزی | محمدحسین پرورش نیا | تراپ انفرادی | ۱۱۲     | ۲۳      | راه نیافت   | راه نیافت   |
| ۲۰۱۸   | جاکارتا، اندونزی | محمدحسین پرورش نیا | تراپ میکس    | ۱۲۸     | ۱۰      | راه نیافتند | راه نیافتند |